# Toma Gabriella
Toma Gabriella (Medesán) (Szatmárnémeti, 1951. január 2. – Bukarest, 2009. június 27.) erdélyi magyar kémikus, kémiai szakíró.

## Életútja, munkássága
A középiskolát szülővárosában végezte (1970). A bukaresti Műszaki Főiskola Ipari Kémia Karán szerzett oklevelet 1975-ben; 1999-ben doktorált. 1975–84 között Ploieștiben dolgozott vállalati mérnökként, ettől kezdve haláláig a bukaresti Procema vállalat laboratóriumában tudományos kutató, laboratóriumvezető volt. Emellett szakkurzusokat tartott a bukaresti Műszaki Egyetem Ipari Kémia Karán is. Szakterülete a tűzálló anyagok és a kerámia. Dolgozatai hazai és külföldi szakközlönyökben jelentek meg. Szakkönyveket, tanulmányokat fordított angol nyelvből.
Társszerzője az Alumínium–zirkonium kompozit anyagok (Bukarest, 2000) és a Kerámia – kerámiai kompozit anyagok (Bukarest, 2001) tanulmányköteteknek.